# Milli
Danupha Khanatheerakul, coneguda pel seu nom artístic Milli (tai: ดนุภา คณาธีรกุล)  (Bangkok, 13 de novembre de 2002), és una rapera tailandesa. Va guanyar protagonisme a escala nacional amb el seu senzill debut Phak Kon (พักก่อน), que va ser llançat el febrer de 2020. Va ser seguit per un altre senzill d'èxit, Sud Pang (สุดปัง), d'aquell mateix any. L'abril de 2022, va actuar al Festival Coachella, convertint-se en la primera solista tailandesa en participar-hi.
El 2022, Milli va aparèixer en la llista 100 Women de la BBC, com una de les dones inspiradores i influents de l'any.

## Carrera musical

### Inicis

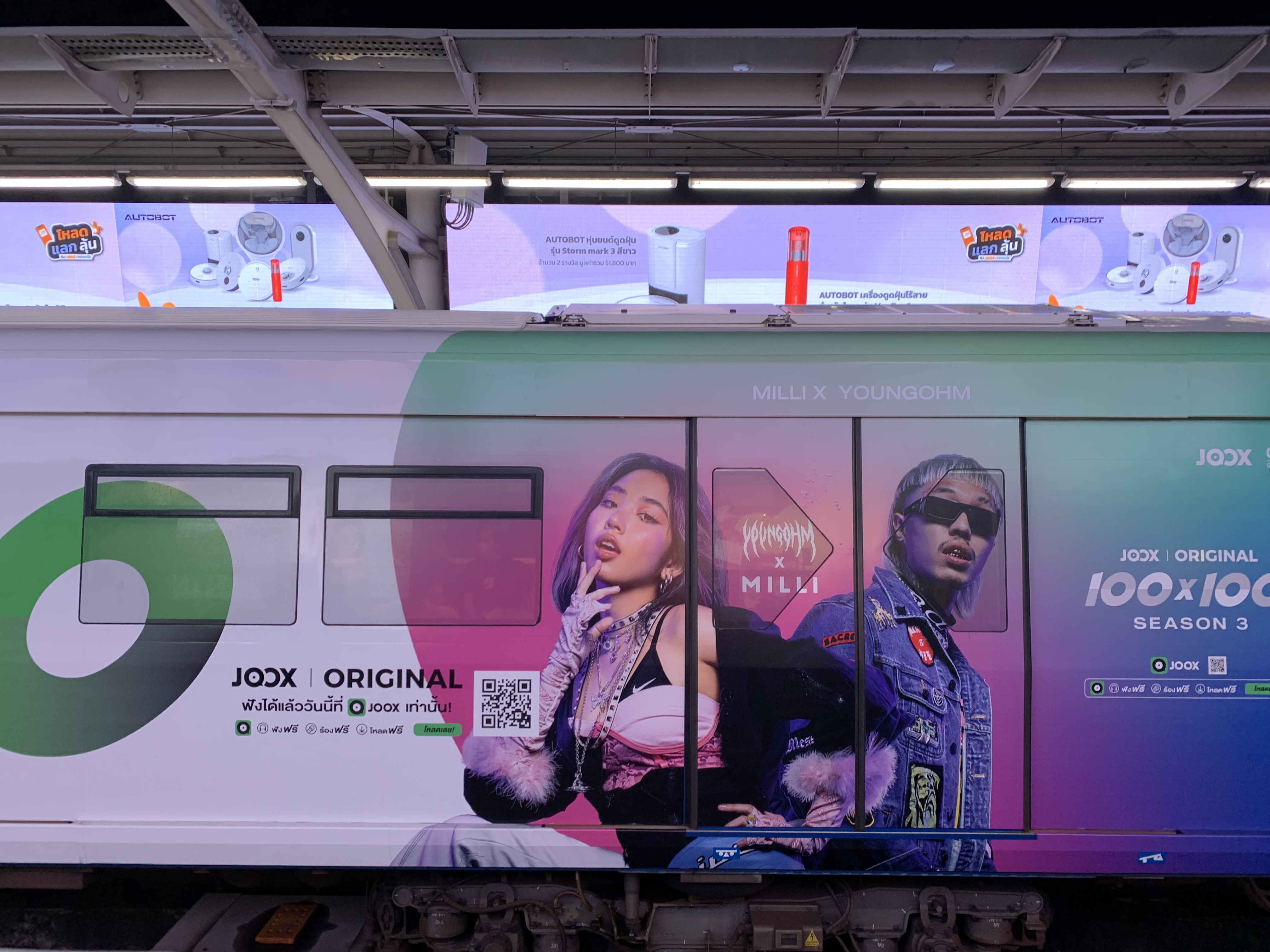
Milli i Youngohm en un anunci al metro de Bangkok.

L'interès de Khanatheerakul pel hip-hop apareix als 13 anys. La cantant ha citat Nicki Minaj com una de les artistes que més l'ha influit. Milli va començar la seva carrera als escenaris competint al programa de televisió tailandès The Rapper 2, de 2019. Va ser elogiada pels jutges del concurs pel seu estil exòtic d'actuació i cant.
Després del seu pas pel programa, va signar un contracte amb la discogràfica YUPP!, una editora tailandesa centrada en el rap.

### Senzills de debut
Milli va enregistrar el seu primer senzill Phak Khon (พักก่อน) el febrer de 2020, una cançó de hip-hop que tracta sarcàsticament el seu pas pel col·legi, els seus companys i que llança un missatge contra l'assetjament escolar. Aquesta cançó canta en lü, isaan i anglès.El vídeo musical portava 90,2 milions de visualitzacions a YouTube l'abril de 2022.
El juny de 2020 va publicar un segon single, Sud Pang (สุดปัง), que tracta sobre la seva vida, els seus somnis i la seva bellesa. En aquesta cançó utilitza dues variants de tailandès, issan, japonès, lü i anglès. També amb data d'abril de 2022, el videoclip duia 43,3 milions de visualitzacions a YouTube.

### Crítica política
El 21 de juliol de 2021, el govern militar de Prayut Chan-o-cha va imputar-la per haver criticat la seva mala resposta davant la pandèmia de la COVID-19. Va ser acusada de publicar informació que "amenaçava la seguretat nacional", un delicte castigat amb fins a cinc anys de presó. Els internautes tailandesos, inclosos diversos artistes i entitats musicals, van donar-li suport utilitzant les etiquetes #Saveมิลลิ i #SaveMilli. El govern també va processar una vintena d'influencers més per criticar el govern, acusant-los de difondre "notícies falses".
Aquell any va ser inclosa per la revista GQ en la llista dels "21 músics joves més excitants".

### Festival de Coachella 2022
Milli va actuar al Coachella Valley Music and Arts Festival el 17 d'abril de 2022, convertint-se en la primera artista solista tailandesa en assolir aquesta fita. La seva actuació va incloure un rap que esmentava «els trens del regnat de Rama V, en ús durant 120 anys», referint-se als trens obsolets que encara s'utilitzen regularment al país; i als «fanals de cent mil bahts», una menció al cas de corrupció del govern del subdistricte de Racha Thewa, que va destinar una partida irregular de 68,2 milions de bahts per l'enllumenat públic. Va acabar el seu espectacle menjant un plat d'arròs dolç amb mango (unes postres típiques de Tailàndia) dalt de l'escenari, provocant un boom en el consum d'aquest plat al seu país.
En aquella mateixa època, es va estrenar la pel·lícula tailandesa Fast & feel love, on Milli va fer-hi un cameo. No era la seva primera incursió en el món de l'actuació, ja que el 2021 ja havia actuat en la sèrie The Graduates (บัณฑิตเจ็บใหม่), on també va col·laborar amb una cançó per a la banda sonora.

### Primer àlbum
El seu esperat primer àlbum va veure la llum el 9 de novembre de 2022, batejat Babb Bum Bum.

## Discografia

### Àlbums d'estudi
| Títol        | Detalls de l'àlbum                                      |
| ------------ | ------------------------------------------------------- |
| Babb Bum Bum | - Publicat: 9 de novembre de 2022 - Discogràfica: Yupp! |

### Senzills
| Títol                                | Any  | Àlbum        |
| ------------------------------------ | ---- | ------------ |
| Phak Kon (พักก่อน)                     | 2020 | --           |
| Sud Pang (สุดปัง)                      | 2020 | --           |
| Nu Tham Eng (หนูทำเอง)                | 2021 | --           |
| To the Max                           | 2021 | --           |
| Not Yet!                             | 2021 | Babb Bum Bum |
| The Weekend (Milli remix) (amb Bibi) | 2022 | --           |
| 17 Min (17 นาที)                      | 2022 | Babb Bum Bum |
| Mango Sticky Rice                    | 2022 | --           |
| Sad Aerobic                          | 2022 | Babb Bum Bum |
| Welcome                              | 2022 | Babb Bum Bum |

## Premis
| Premi                   | Any  | Categoria                              | Destinatari | Resultat   | Ref.   |
| ----------------------- | ---- | -------------------------------------- | ----------- | ---------- | ------ |
| Premis Kazz             | 2020 | Artista revelació                      | Milli       | Guanyadora | [ 22 ] |
| Mnet Asian Music Awards | 2020 | Millor artista asiàtic nou (Tailàndia) | Milli       | Guanyadora | [ 23 ] |
| Premis Rap Is Now       | 2020 | Cançó Hip-Hop de l'any                 | Phak Khon   | Guanyadora | [ 24 ] |
| Premis Rap Is Now       | 2020 | Artista revelació                      | Milli       | Guanyadora | [ 24 ] |
| Premis Rap Is Now       | 2021 | Artista de l'any                       | Milli       | Nominada   | [ 25 ] |